# Al-Sanamayn District
Al-Sanamayn District (arabiska: منطقة الصنمين) är ett distrikt i Syrien.   Det ligger i provinsen Dar'a, i den sydvästra delen av landet, 40 kilometer söder om huvudstaden Damaskus.
Omgivningarna runt Al-Sanamayn District är i huvudsak ett öppet busklandskap. Runt Al-Sanamayn District är det ganska tätbefolkat, med 214 invånare per kvadratkilometer.